# Arcade Volleyball
Arcade Volleyball (с англ. — «Аркадный волейбол») — это аркадная компьютерная игра, опубликованная в журнале Compute! в 1988 году.
Игровой процесс состоит из перекидывания мячика через сетку. Исходный код первой версии игры для Commodore 64 был опубликован в виде HEX-таблицы в июне 1988 в издании Compute!'s Gazette.

## Игровой процесс
Игра имеет аскетичный чёрный фон. Играть можно одному или вдвоем на одном компьютере. В волейбол играют 2 колобка, экран поделен на 2 поля посередине линией (это сетка, если смотреть с торца). Мяч кидается по свистку и колобки отбивают его головой, причем мяч рикошетит от краев экрана. В режиме простоя колобки играют сами по себе.

## Клоны
- Arcade Volleyball Deluxe — ремейк 1998 г. для Windows, вместо колобков играют персонажи Duke Nukem 3D, Дюк Нюкем и Свинокоп.
- Volleyball Fight (Volleyball Arcade) — ремейк игры для Windows, в которой играют картофелины.
- Volley Balley — ремейк 2005 года для Mac OS, в которой играют колобки похожие на Pac-Man.
- GPL Arcade Volleyball — ремейк игры с открытым исходным кодом, темами и сетевой игрой.
- Blobby Volley[англ.] — Windows-ремейк, выпущенный в 2000 году; есть версия HTML5, опубликованная на sourceforge.